# Saronville (Nebraska)
Saronville je selo u američkoj saveznoj državi Nebraska. Prema popisu stanovništva iz 2010. u njemu je živjelo 47 stanovnika.